# Nanc-lès-Saint-Amour
Nanc-lès-Saint-Amour là một xã của tỉnh Jura, thuộc vùng Bourgogne-Franche-Comté, miền đông nước Pháp.